# Sysiert
Sysiert (ros. Сысерть) – miasto w Rosji. Centrum administracyjne rejonu sysiertskiego w obwodzie swierdłowskim.
Miasto położone nad brzegami rzeki Sysiert, 50 km od Jekaterynburga. Do 1932 roku nosiło nazwę Sysiertskij Zawod. Prawa miejskie od 1946. 21 tys. mieszkańców w 2006.

## Urodzeni w Sysiercie
- Paweł Bażow - pisarz rosyjski.